# Kinografika

Kinografika; obraz nieruchomy, z wyjątkiem poruszającej się trawy.

Kinografika (ang. cinemagraph) – technika tworzenia fotografii w której występuje niewielki poruszający się szczegół. Kinografika publikowana jest jako dowolnego formatu (najczęściej to GIF) animacja, dająca wrażenie oglądania filmu. Tworzenie kinografiki polega na wykonaniu serii zdjęć, lub nagrania wideo, oraz odpowiedniej obróbki graficznej, której celem jest stworzenie płynnie zapętlonej animacji. Odbywa się to tak, że ruch w ramach animowanego przedmiotu (na przykład osoba machająca nogami) jest postrzegany jako powtarzalny lub ciągły ruch, w przeciwieństwie do bezruchu reszty obrazu. Termin „cinemagraph” stworzyło dwóch amerykańskich fotografików Kevin Burg i Jamie Beck, którzy użyli tej techniki do ożywienia swoich fotografii na początku 2011 roku.